# Haliporoides diomedeae
Haliporoides diomedeae är en kräftdjursart som först beskrevs av Faxon 1893.  Haliporoides diomedeae ingår i släktet Haliporoides och familjen Solenoceridae. Inga underarter finns listade i Catalogue of Life.